# Bad at Love
"Bad at Love" é uma canção da cantora estadunidense Halsey, gravada para seu segundo álbum de estúdio Hopeless Fountain Kingdom (2017). Foi composta pela própria artista com o auxílio de Justin Tranter, Ricky Reed e Rogét Chahayed, com produção assinada pelos dois últimos. A faixa foi lançada em 22 de agosto de 2017 através da Astralwerks como o segundo single do disco.

## Faixas e formatos
| Download digital |               |         |  |
| N.º              | Título        | Duração |  |
| 1.               | "Bad at Love" | 3:01    |  |

## Desempenho nas tabelas musicais

### Posições
| Tabela musical (2017)                   | Melhor posição |
| --------------------------------------- | -------------- |
| Austrália (ARIA Charts)                 | 42             |
| Alemanha (Media Control Charts)         | 5              |
| Canadá (Canadian Hot 100)               | 22             |
| Colômbia (National-Report)              | 94             |
| Chéquia (Singles Digitál Top 100)       | 48             |
| Países Baixos (Single Tip)              | 8              |
| Nova Zelândia (RMNZ)                    | 7              |
| Portugal (AFP)                          | 72             |
| Eslováquia (Rádio Top 100)              | 69             |
| Eslováquia (Singles Digitál Top 100)    | 41             |
| Estados Unidos (Billboard Hot 100)      | 5              |
| Estados Unidos (Adult Contemporary)     | 20             |
| Estados Unidos (Adult Top 40)           | 3              |
| Estados Unidos (Dance Club Songs)       | 1              |
| Estados Unidos (Dance/Mix Show Airplay) | 1              |
| Estados Unidos (Mainstream Top 40)      | 2              |
| Estados Unidos (Rhythmic)               | 17             |